# Liste des députés de Madagascar (France)
Cet article présente la liste des députés élus à Madagascar, alors territoire d'outre-mer de la France de 1946 à 1958.

## Quatrième république

### Première législature (1946-1951)
Du 10 novembre 1946 au 4 juillet 1951 : 
- Roger Duveau, MRP

### Deuxième législature (1951-1955)
Du 17 juin 1951 au 1er décembre 1955 : 
- Roger Duveau, UDSR

### Troisième législature (1956-1958)
Du 2 janvier 1956 au 8 décembre 1958 : 
- 1re circ. André Sanglier, RGR[1]
- 2e circ. : Louis Bruelle, PRRS
- 2e circ.-Est Roger Duveau, UDSR-RDA
- 3e circ.-Ouest : Philibert Tsiranana, PSD
- Rakotovelo, MRP

## Cinquième république

### Première législature (1958-1959)
Du 9 décembre 1958 au 15 juillet 1959 : 
- 1re circ. André Sanglier, nommé au Conseil économique et social le 7 juillet 1959[2]
- 2e circ. : Louis Bruelle
- 3e circ. : Philibert Tsiranana
- Roger Duveau
- Rakotovelo